# Чеські хокейні ігри 2017
Чеські хокейні ігри 2017 — міжнародний хокейний турнір у Чехії в рамках Єврохокейтуру, проходив 27—30 квітня 2017 року у Чеські Будейовиці, один матч відбувся у Стокгольму.

## Результати та таблиця
| 1. | Чехія     | ***   | 3:2 | 3:4 Б  | 8:4    | 3 | 2 | 0 | 1 | 0 | 14:10 | 7 |
| 2. | Фінляндія | 2:3   | *** | 1:0    | 3:2    | 3 | 2 | 0 | 0 | 1 | 6:5   | 6 |
| 3. | Росія     | 4:3 Б | 0:1 | ***    | 3:4 ОТ | 3 | 0 | 1 | 1 | 1 | 7:8   | 3 |
| 4. | Швеція    | 4:8   | 2:3 | 4:3 ОТ | ***    | 3 | 0 | 1 | 0 | 2 | 10:14 | 2 |

М — підсумкове місце, І — матчі, В — перемоги, ВО — перемога по булітах (овертаймі), ПО — поразка по булітах (овертаймі), П — поразки, Ш — закинуті та пропущені шайби, О — очки